# Hasle kommun
Hasle kommun (danska: Hasle Kommune) var en kommun i Bornholms amt i östra Danmark.
Kommunen bildades vid den kommunreformen 1970 och bestod av socknarna (sognene):
- Hasle socken
- Klemenskers socken
- Nykers socken
- Rutskers socken

2003 uppgick kommunen i Bornholms regionkommun.